# Véloscénie
La Véloscénie Paris - Le Mont-Saint-Michel est la véloroute n°40 du schéma national des véloroutes et voies vertes en France.
La véloroute comprend des parcours sur routes à faible trafic, deux longues voies vertes en Normandie et des coulées vertes à la sortie de Paris et dans l'agglomération de Chartres.
Depuis 2025, une association domiciliée à Sceaux œuvre au développement et à la valorisation de l’itinéraire.

## Historique
Parmi les projets de grands itinéraires cyclables en France, celui de la véloroute Paris-Le Mont-Saint-Michel a émergé vers la fin des années 1990 comme lien entre trois pôles touristiques majeurs, Paris, Chartres et le Mont-Saint-Michel en passant par le Parc naturel régional Normandie-Maine et le parc naturel régional du Perche.
Ce projet prenait en considération les voies vertes en cours d’aménagement ou en projet en Normandie, notamment celle reliant Domfront à Pontaubault aménagée en 2000, celle de Condé-sur-Huisne à Alençon ouverte en 2010 et les coulées vertes du Plan vert de Chartres métropole.
En Île-de-France, l’achèvement de la coulée verte du sud parisien de Paris à Massy sur le tracé du TGV Atlantique et le potentiel de prolongement sur les vestiges de l’ancienne voie ferrée vers Chartres par Gallardon apparaissait comme un support majeur de ce projet.
La véloroute de Paris au Mont Saint-Michel, baptisée La Véloscénie, a été reconnue comme un itinéraire structurant du schéma national des véloroutes et voies vertes en 2010.
La Véloscénie a été officialisée en 2012 par l’ouverture d’un site dédié et le fléchage du parcours d’Épernon dans la région Centre-Val de Loire, près de la limite territoriale avec l'Île-de-France jusqu’au Mont-Saint-Michel.
Plus récemment, une voie verte de neuf kilomètres a été réalisée en 2015 de Gometz-la-Ville jusqu'à la limite de la commune de Bonnelles à la périphérie de l’agglomération parisienne sur la partie de l’ancienne ligne Paris-Chartres par Gallardon, qui avait été utilisée à la fin des années 1960 pour les essais de l’aérotrain expérimental. À ce jour, deux variantes existent en Île-de-France pour La Véloscénie :
1. Une variante via Versailles, le Parc Naturel de la Vallée de Chevreuse et Rambouillet
2. Une variante via Orsay, la voie verte de Limours jusqu'à Bonnelles et Rochefort-en-Yvelines jusqu'à Rambouillet.

En 2025, alors que le parcours est balisé à 98 %, les collectivités traversées par le trajet fondent une association loi de 1901 pour assurer la promotion du parcours. La même année, le segment aboutissant au Mont-Saint-Michel via une digue est inauguré.

## Le parcours

### Région Île-de-France

#### De Paris à Massy

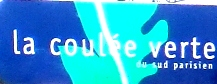
panneau de la coulée verte

La véloroute dont le point de départ est le parvis de Notre-Dame de Paris gagne Montparnasse et quitte le centre par la plus ancienne piste cyclable parisienne, rue Vercingétorix, le long des voies ferrées de Paris Montparnasse. Elle se trouve sur l'emprise qui avait été prévue dans les années 1960 pour un projet d'autoroute urbaine, la radiale Vercingétorix, qui fut abandonnée en 1977.
Cette piste cyclable se prolonge par une passerelle sur le boulevard Brune qui la relie à la Coulée verte du sud parisien, longue de douze kilomètres.
La coulée verte fut réalisée à partir de 1980 en même temps que le TGV-Atlantique sur les terrains originellement réservés pour la ligne Paris-Chartres par Gallardon dont la construction fut abandonnée en 1939 et qui avaient ensuite fait l’objet dans les années 1960 du projet de la Radiale Vercingétorix.

#### De Massy à Bonnelles
Le tronçon de Massy à Bures-sur-Yvette, qui pourrait se dérouler essentiellement dans la vallée de l’Yvette, est actuellement à l’étude.
Cette partie constitue une interruption dans un parcours possible en site propre, voies vertes existantes ou potentielles.
Cette coupure correspond au fragment de l’ancienne ligne Paris-Chartres par Gallardon utilisée dans les années 1960 pour réaliser des voies routières.
Sur cette dizaine de kilomètres, quelques passages sur voies partagées seront donc, au minimum, inévitables.
La Véloscénie pourrait cependant emprunter des parties de la promenade de l'Yvette accessible aux piétons et cyclistes, reliées par des rues à faible circulation dans la vallée jusqu’à Bures-sur-Yvette où l’on accède à la ligne désaffectée par une montée assez raide à défaut d’aménagement d’une coulée verte.
Sur ce tronçon de deux kilomètres sur les communes de Bures-sur-Yvette et de Gometz-le-Châtel, l’ancienne emprise ferroviaire passe par le tunnel de Montjay et le viaduc des Fauvettes.
Cet espace, la Coulée verte de l'Yvette, est accessible mais non aménagé en voie verte. La coulée verte de l'Yvette fait l'objet d'un projet d'aménagement actuellement en sommeil. Dans son état actuel, elle comprend des passages boueux après le viaduc des Fauvettes.
Au-delà, à partir du quartier de Saint-Clair (commune de Gometz-le-Châtel) une liaison cyclable d’un kilomètre permet de gagner à Gometz-la-Ville, la voie verte du pays de Limours, longue de neuf kilomètres.

#### De Bonnelles à Rambouillet

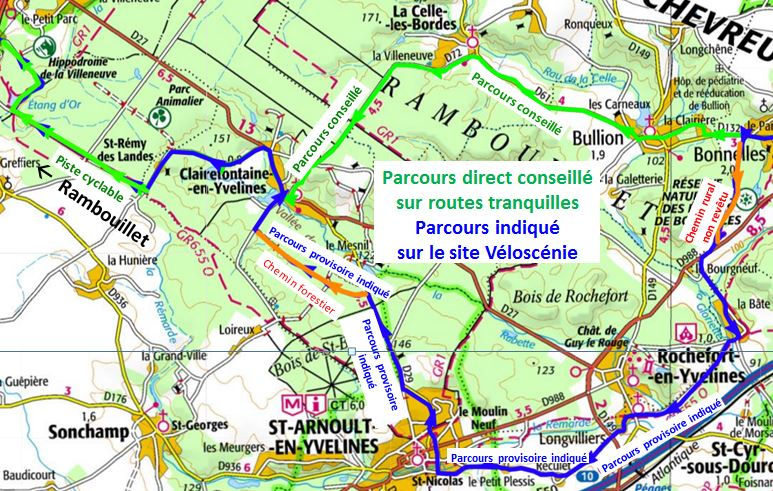
Parcours conseillé.

De l’extrémité de la voie verte du Pays de Limours à la limite communale de Bonnelles jusqu’à Rambouillet la véloroute n’est pas aménagée.
L’itinéraire provisoire de Bonnelles à Clairefontaine-en-Yvelines par Rochefort-en-Yvelines et Saint-Arnoult-en-Yvelines indiqué sur le site www.veloscenie.com représente un important détour. Cet itinéraire comprend un tronçon boueux à travers champs quasiment impraticable au sud de Bonnelles, un chemin forestier à surface médiocre, la route forestière de Mesnières dans la forêt de Rambouillet et, de plus, un court passage près du lieu-dit Bourgneuf sur une route à grand trafic, la départementale 906.
Sur ce parcours de Bonnelles à Clairefontaine-en-Yvelines, une alternative directe en continuité sur routes tranquilles revêtues est possible par Bullion et La Celle-les-Bordes.

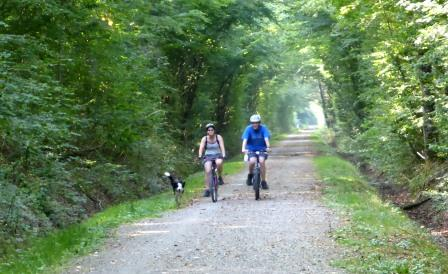
Piste forêt de Rambouillet

Après Clairefontaine, on gagne une piste cyclable de deux kilomètres dans la forêt. La piste passe à côté d'un étang et se termine à la périphérie de la ville de Rambouillet.

#### De Rambouillet à Épernon
Cette partie de l’itinéraire fléchée depuis début 2016 débute dans le parc de Rambouillet, se prolonge par une courte piste cyclable récemment réalisée le long de la route D 906.
Cette piste donne accès au chemin de Guéville qui se termine par un court passage non revêtu assez pentu.
La suite du parcours se déroule sur routes tranquilles en forêt puis dans la vallée de la Drouette où l'on arrive à Droue-sur-Drouette à la limite régionale près d'Épernon.

### Région Centre-Val de Loire

#### D’Épernon à Chartres[8]
Le parcours très sinueux sur la partie d’Épernon à Maintenon, se déroule sur routes tranquilles à l’exception d’un tronçon au sud de Maintenon, à circulation importante qui ne respecte donc pas le cahier des charges interministériel des véloroutes et voies vertes limitant le choix de routes à celles dont le trafic est inférieur à 1000 véhicules par jour et d’un court passage sur chemin non revêtu à Hanches.
Les principaux centres d’intérêt sont le château de Maintenon et les vestiges d’un aqueduc construit sous le règne de Louis XIV pour alimenter les bassins du parc de Versailles.
À partir de Saint-Prest, on gagne le centre historique de Chartres par une Voie verte du plan vert de Chartres Métropole.

#### De Chartres à Condé-sur-Huisne[10]
La sortie de Chartres se déroule, au bord de l’Eure, sur une coulée verte du plan vert de Chartres Métropole. Le prolongement de cette voie verte de Lucé à Barjouville est programmé. En attendant, La Véloscénie emprunte sur 1,5 km une route de moyenne importance. De Chartres à Illiers-Combray, le parcours est commun avec la Vallée du Loir à vélo (V47).
De Barjouville à Fontenay-sur-Eure, le parcours se poursuit par une voie verte comprenant un court tronçon non revêtu à surface de gravillons près de Barjouville se prolongeant par une piste cyclable en site propre au bord d'une route.
De Fontenay-sur-Eure à Condé-sur-Huisne, l'itinéraire assez sinueux se déroule sur routes tranquilles.
Il dessert Illiers-Combray, petite ville illustrée par les romans de Marcel Proust, le château de Frazé, l'ancienne abbaye de Thiron-Gardais et le château Saint-Jean à Nogent-le-Rotrou.
La première partie se déroule dans la plaine agricole monotone de la Beauce.
Après Illiers-Combray, le paysage de semi-bocage est attrayant mais la vingtaine de kilomètres entre Thiron-Gardais et Nogent-le-Rotrou est accidentée.

### Région Normandie

#### Condé-sur-Huisne - Alençon
Voie verte Condé-sur-Huisne-Alençon

#### Alençon - Domfront
Ce parcours sur routes secondaires dans le parc naturel régional Normandie-Maine  est agréable mais assez accidenté sur une trentaine de kilomètres au départ d’Alençon.
Le château de Carrouges, la station thermale de Bagnoles-de-l’Orne et la ville de Domfront sont les principaux centres d’intérêt de cette étape.
Une variante est proposée par une voie verte aménagée de 44 kmen 2020 sur une ancienne voie ferrée d'Alençon à Couterne. Cette variante est reliée à l'itinéraire par Carrouges, par un parcours assez accidenté de 7 km de Couterne à Bagnoles-de-l'Orne sur voies secondaires à très faible circulation et un tronçon sur chemin de randonnée gravillonné soit au total 51 km d'Alençon à Bagnoles-de-l'Orne.
Par ailleurs une voie verte de 22 km, la Vélobocage aménagée en 2022 au départ de Bagnoles-de-l'Orne sur ancienne voie ferrée relie Véloscénie à la gare de Briouze sur la ligne Paris-Granville.

#### Domfront - Pontaubault
Ce parcours de 61 km se déroule sur une Voie verte continue sur anciennes voies ferrées de Domfront à Pontaubault
,

#### Pontaubault - Le Mont-Saint-Michel
Ce parcours de 27 km se déroule compte notamment 16 km de voie verte longeant la baie du Mont-Saint-Michel, dont une partie sur une digue construite sur le littoral.

## Desserte par les transports et connexions autres véloroutes
La véloroute est desservie en Île-de-France par les lignes B (gare de Massy - Palaiseau) et N (gares de Rambouillet et de Gazeran) du réseau Transilien accessibles aux cyclistes en dehors des heures de pointe en semaine, en région Centre-Val de Loire par les trains TER de la ligne Paris-Montparnasse - Brest, principalement les gares d'Épernon, Maintenon, Chartres, Nogent-le-Rotrou et Condé-sur-Huisne, également accessibles au transport des vélos non démontés.
La partie ouest est plus éloignée d'une desserte ferroviaire.
On peut cependant gagner les gares de Briouze, Flers et de Vire sur la ligne Paris-Montparnasse - Granville desservie par des TER ouverts au transport des vélos non démontés par les voies vertes Bagnoles-de-l'Orne-Briouze (Vélobocage) , Domfront-Flers et Mortain-Vire reliées au parcours de La Véloscénie.
A Paris, la Véloscénie croise La Seine à vélo, l'avenue verte London-Paris et l'EuroVelo 3. Sur la suite du parcours, on peut bifurquer à Illiers-Combray sur la vallée du Loir à vélo, à Alençon sur la Vélobuissonnière et à Domfront sur la Vélo Francette. Enfin, de Mortain au Mont-Saint-Michel, le parcours est commun avec la Vélomaritime (EuroVelo 4).

## Événements
La 21e randonnée annuelle Dynamobile 2016 a suivi le parcours de La Véloscénie de Massy au Mont-Saint-Michel du 15 au 25 juillet 2016.
En 2025, la Mad Jacques se tient du 23 au 25 mai entre Avranches et Bagnoles de l’Orne.